# 察罕达鲁花
察罕达鲁花（Цагаан Дарга，见《明实录》等汉文史籍），蒙古文史料则记为蒙克察罕诺颜（羅馬化：Möngke Čaγan noyan），是15世纪初东部蒙古领主，是成吉思汗弟弟哈赤温的后裔。

## 生平
察罕达鲁花首次在史料中出现是永乐三年（1405年），此时他派使者归降明朝，并禀报了大汗鬼力赤的动向。明成祖因此任命察罕达鲁花为都督，其弟哈达为千户，建立了朝贡关系。明朝史料中常见“察罕达鲁花兀良哈等处”“兀良哈察罕达鲁花处”等表述，推测其势力范围与兀良哈三卫相邻。

## 出身家族
《金轮千福》记载：“成吉思汗之弟哈赤温的后裔中有蒙克·察罕（Möngke Čaγan），其子为巴彦岱·洪果尔（Byantai Qongγur）、巴泰·车臣（Batai Sečen）……”《王公表传》卷三十一《翁牛特部总传》则载：“元太祖弟諤楚因（斡赤斤），称乌真诺颜……其裔蒙克察罕诺颜有子二，长巴延岱洪果尔诺颜，号所部曰翁牛特；次巴泰车臣诺颜，别号喀剌车里克，皆称阿鲁蒙古。”虽《王公表传》误将蒙克·察罕的始祖记为铁木哥斡赤斤，但结合记载可知，翁牛特部（今有翁牛特旗）的始祖正是哈赤温与察罕达鲁花。《蒙古源流》等蒙古编年史记载，15世纪左右活跃着“察罕万户（Čaγan tümen）”集团。这一集团即汉文史籍中的察罕达鲁花处，推测是察罕达鲁花率领的势力，“察罕万户”之名可能源于察罕达鲁花。《蒙古源流》《黄金史纲》中还记载，察罕万户（哈赤温后裔）的额色库（Eseküi）与科尔沁万户的小失的王，在与瓦剌的战争中颇为活跃。